# Tiếng Lingala
Tiếng Lingala (Ngala) là một ngôn ngữ Bantu nói rộng khắp miền tây bắc Cộng hòa Dân chủ Congo cùng một phần lớn Cộng hòa Congo. Ngoài ra, còn có người nói tiếng Lingala ở Angola và Cộng hòa Trung Phi.

## Lịch sử
Hồi thế kỷ XIX, trước khi Nhà nước Tự do Congo ra đời, người Bangala ('người sông') là tập hợp các tộc người Bantu sinh sống giao thương dọc một góc sông Congo, từ Irebu ở cửa sông Ubangi đến sông Mongala. Họ nói nhiều ngôn ngữ tương tự nhau (ví dụ, tiếng Losengo), song ngôn ngữ của thông thương là tiếng Bangi. Do vậy, người dân sống kế người Bangala lầm tưởng rằng tiếng Bangi là ngôn ngữ của người Bangala, đặt cho nó cái tên Lingala, kết quả là những nhà truyền giáo châu Âu cũng theo lệ này.
Vào hai thập niên cuối thế kỷ XIX, sau khi lực lượng Leopold II của Bỉ chiếm cứ được vùng này và bắt đầu khai thác tài nguyên, tầm sử dụng tiếng Bangi càng mở rộng. Chính quyền thực dân lấy tiếng Bangi làm ngôn ngữ hành chính. Dạng tiếng Bangi này được đơn giản hoá (so với các ngôn ngữ Bantu địa phương khác) ở ngữ pháp, hình thái và số âm vị, theo đó là sự tiếp nhận từ mượn. Điều này cho phép nó dễ dàng lan rộng trong quần chúng nhân dân Congo.
Chừng năm 1900, các nhà truyền giáo CICM bắt đầu tìm cách "thanh lọc" tiếng Lingala nhằm làm nó "thuần Bantu" trở lại.
Tầm quan trọng của tiếng Lingala như một ngôn ngữ nói được nâng lên theo tầm quan trọng của hai trung tâm kinh tế-chính trị trong vùng: Kinshasa và Brazzaville.

## Âm vị học

### Nguyên âm
|          | Trước | Sau |
| -------- | ----- | --- |
| Đóng     | i     | u   |
| Nửa đóng | e     | o   |
| Nửa mở   | ɛ     | ɔ   |
| Mở       | a     |     |

| IPA | Ví dụ (IPA) | Ví dụ (văn viết) | Nghĩa                | Ghi chú                                  |
| --- | ----------- | ---------------- | -------------------- | ---------------------------------------- |
| i   | /lilála/    | lilála           | (màu) cam, (cây) cam |                                          |
| u   | /kulutu/    | kulútu           | người lớn (tuổi)     |                                          |
| e   | /eloᵑɡi/    | elongi           | mặt                  |                                          |
| o   | /mobáli/    | mobáli           | nam, trai            | phát âm hơi cao hơn so với o thường: [o̝] |
| ɛ   | /lɛlɔ́/      | lɛlɔ́             | hôm nay              |                                          |
| ɔ   | /ᵐbɔ́ᵑɡɔ/    | mbɔ́ngɔ           | tiền                 |                                          |
| a   | /áwa/       | áwa              | ở đây                |                                          |

### Phụ âm
|          | Môi | Môi | Chân răng | Chân răng | Sau chân răng | Sau chân răng | Vòm | Vòm | Ngạc mềm | Ngạc mềm |
| -------- | --- | --- | --------- | --------- | ------------- | ------------- | --- | --- | -------- | -------- |
| Mũi      |     | m   |           | n         |               |               |     | ɲ   |          |          |
| Tắc      | p   | b   | t         | d         |               |               |     |     | k        | g        |
| Xát      | f   | v   | s         | z         | ʃ             | (ʒ)           |     |     |          |          |
| Tiếp cận |     | w   |           | l         |               |               |     | j   |          |          |

| IPA | Ví dụ (IPA) | Ví dụ (văn viết) | Meaning             |
| --- | ----------- | ---------------- | ------------------- |
| p   | /napɛ́si/    | napɛ́sí           | tôi cho             |
| ᵐp  | /ᵐpɛᵐbɛ́ni/  | mpɛmbɛ́ni         | gần                 |
| b   | /boliᵑɡo/   | bolingo          | yêu                 |
| ᵐb  | /ᵐbɛlí/     | mbɛlí            | dao                 |
| t   | /litéja/    | litéya           | bài học             |
| ⁿt  | /ⁿtɔ́ᵑɡɔ́/    | ntɔ́ngó           | bình minh           |
| d   | /daidai/    | daidai           | dính                |
| ⁿd  | /ⁿdeko/     | ndeko            | anh em, họ hàng     |
| k   | /mokɔlɔ/    | mokɔlɔ           | ngày                |
| ᵑk  | /ᵑkóló/     | nkóló            | (người) chủ         |
| ɡ   | /ɡalamɛ́lɛ/  | galamɛ́lɛ         | ngữ pháp            |
| ᵑɡ  | /ᵑɡáí/      | ngáí             | tôi                 |
| m   | /mamá/      | mamá             | mẹ                  |
| n   | /bojini/    | boyini           | ghét                |
| ɲ   | /ɲama/      | nyama            | động vật            |
| f   | /fɔtɔ́/      | fɔtɔ́             | ảnh, hình           |
| v   | /veló/      | veló             | xe đạp              |
| s   | /sɔ̂lɔ/      | sɔ̂lɔ             | thực sự             |
| ⁿs  | /ɲɔ́ⁿsɔ/     | nyɔ́nsɔ           | tất cả              |
| z   | /zɛ́lɔ/      | zɛ́lɔ             | cát                 |
| ⁿz  | /ⁿzáᵐbe/    | nzámbe           | thần, thánh, chúa   |
| ʃ   | /ʃakú/      | cakú hay shakú   | vẹt xám châu Phi    |
| l   | /ɔ́lɔ/       | ɔ́lɔ              | (kim loại) vàng     |
| j   | /jé/        | yé               | anh/cô ta [tân ngữ] |
| w   | /wápi/      | wápi             | đâu, ở đâu          |